# Wilhelm August Rieder
Wilhelm Agust Rieder (Oberdöbling, 30 ottobre 1796 – Vienna, 8 settembre 1880) è stato un pittore austriaco.

## Biografia
Era il secondo figlio di Ambros Rieder, un maestro di scuola, maestro di cappella e compositore di oltre 500 opere, per lo più di musica sacra. Visse nel luogo di nascita, Oberdöbling, come i suoi quattro fratelli, prima di trasferirsi a Vienna per continuare gli studi.
Aveva iniziato la sua istruzione di base e lo studio della musica con suo padre, ma presto riconosciuto il suo talento, all'età di sedici anni venne inviato a Vienna per studiare all'Accademia delle Arti figurative, dove fu allievo di Hubert Maurer. 
Li incontrò Franz Christoph Artmann, un segretario di stato del governo della Bassa Austria, che lo prese con sé fornendogli vitto e alloggio per cinque anni e gli pagò gli studi consentendogli di diplomarsi nel 1825. 
Proprio all'Accademia strinse amicizia con Franz Schubert, a cui prestava regolarmente il suo pianoforte. Per Schubert realizzò, nel 1825, uno dei più celebri dipinti del compositore, ritratto con gli occhiali seduto su una sedia.
Dopo la morte di Schubert, avvenuta nel 1828, allentò i contatti con gli amici comuni.
Dal 1857 al 1878 fu curatore della Galleria del Belvedere a Vienna.

## Opere principali
Per la Galleria del Belvedere Rieder copiò, tra le altre cose:
- L'Intagliatore di archi di Correggio
- Santa Giustina di Giovanni Antonio Pordenone
- Helene Fourment (moglie di Rubens), Rubens

I suoi ritratti (oltre a quello di Franz Schubert):
- Ferdinando, principe di Sassonia-Coburgo in costume ungherese
- L'imperatore Francesco I, a grandezza naturale, per la Hall dell'Università di Graz
- Bambini con le braccia incrociate, 1846
- Ritratto di un ufficiale belga, in abiti civili , 1836

e molti altri, a olio e in miniatura.
Immagini sacre:
- Cristo sul Monte degli Ulivi in ginocchio mentre prega
- San Girolamo, del 1820
- Santa Rosalia, dipinto ad olio piccolo
- Santa Rosalia, a grandezza naturale
- Santa Elisabetta, 1839
- Santa Caterina da Siena, 1842
- L' Adorazione del Bambino
- Agar nel deserto

Acquerelli più piccoli, per lo più di contenuto storico:
- L' adorazione dei pastori
- Elisabetta di Turingia
- La Carità di Santa Elisabetta

Alcune opere di Rieder sono esposte all'Accademia di Belle Arti di Vienna:
- 1820 Capanna del pastore sulla montagna di neve
- 1841 Il Giglio di San Leonardo dal romanzo di Sir Walter Scott, Dungeons of Edinburgh
- 1843 Maria dice addio, illustrazione per il romanzo di Sir Walter Scott, Dungeons of Edinburgh